# 區偉鵬
區偉鵬（英語：Alex Au Waipang），網名為Yawning Bread（意译：打哈欠的麵包），是新加坡的同志權益倡導者。作為部落客與社運人士，他在個人部落格上發表有關新加坡政治、文化、同志議題及其他多元主題的評論與分析。他亦為兩本書的共同作者，分別是《我等之輩：新加坡的性少數》（英語：People Like Us: Sexual Minorities in Singapore），以及以法語撰寫的反恐同專著L'Homophobie。
他曾是新加坡首家全裸男同志浴室「Rairua」的經營者。

## 生平
區偉鵬出生於1952年，為廣東籍新加坡人。他在英華學校完成小學及中學教育，並於新加坡國立大學獲得大學學位。畢業後，他曾在一家英國跨國公司擔任管理職位，隨後創業經營多家面向同志社群的商業項目，同時也從事自由寫作。
他與Joseph Lo及Russell Heng博士共同創立了新加坡主要的同志平權組織「我等之輩」。他同時也是「新加坡同志新聞郵件名單」（Singapore Gay News List, SiGNeL）的創辦人與郵件群組管理者，這是新加坡首個同志社群的網上討論平台。2002年，他獲頒「烏托邦獎」（Utopia Award），以表揚其對亞洲同志平權運動的重要貢獻。
2003年7月，已停播的i频道將區偉鵬點名為同志運動人士。當時正值時任新加坡總理吳作棟宣布放寬公務員體系中對同性戀者的聘用政策，區偉鵬的觀點因此獲得媒體關注。在2006年新加坡大選前夕，區偉鵬針對反對黨群眾大會進行了大量報導與分析。他運用與我等之輩及本地同志藝術圈的聯繫，於2005年籌辦了新加坡首個同志驕傲月「IndigNation」，並在2006年創辦了新加坡首屆同志電影節「Short Circuit」。
2012年7月，新加坡总检察长致函區偉鵬，要求他刪除並就其6月在部落格「Yawning Bread」中發表的文章道歉。該文批評司法體系對行政部門過度讓步。區偉鵬迅速刪除該文。2014年10月，高級律政官Tai Wei Shyong代表总检察长在高等法院提起訴訟，指控區偉鵬發表的兩篇部落格文章顯示新加坡司法對涉及同性戀議題的案件存在「系統性偏見」，構成藐視法庭行為。區偉鵬的律師Peter Low 與 Choo Zheng Xi辯稱总检察长「草率提告」，其指控僅建立在「影射、暗示與揣測」之上。2015年1月22日，法院裁定區偉鵬其中一篇文章構成藐視法庭，另一篇則無罪。同年12月1日，上訴庭駁回其上訴。